# 青山亭 (乌鲁木齐)
青山亭是位于中华人民共和国新疆维吾尔自治区乌鲁木齐市天山区西大桥东桥头处的钢筋混凝土结构的八角亭。青山亭的设计来自于中国传统建筑风格和维吾尔建筑风格的结合。青山亭是乌鲁木齐市文物保护单位。

## 历史
清嘉庆初年，迪化开始兴起修建庙宇之风。在此风潮的影响下，青峰山上修建了三官庙。随后，三官庙逐渐成为了前往或途径此地的文人争相啸咏之地。到了光绪年间，因戊戌变法失败被流放新疆的张荫桓以及受邀前往伊犁的宋伯鲁等人途径迪化时，先后至此休憩。三官庙最终在民国二十二年（1933年），马仲英围攻迪化之时，遭到毁坏。山上的如榆树之类的植被也未幸免。青峰山也随即成为居民区。
1964年，乌鲁木齐市人民政府将此地征为绿化用地。次年，青峰山被辟为青山苑小游园，青山亭也是在此时建成。原本计划购买由故宫博物院烧制的琉璃瓦铺设青山亭亭顶，然而由于随后文化大革命的发生，以及地震等原因，此事被搁置下来。在1982年青山苑内又修建有花木商店、工艺厅等其他建筑。20世纪90年代青山苑又开辟了花店。到了90年代青峰山的绿化覆盖率已为75%。21世纪后，因为附近影楼的建立，青山亭成为一些新人拍摄婚纱照外景时的取景地。2003年，在乌鲁木齐市第一批历史文化建筑调查中，青山亭被记录。2005年，青山亭被列为乌鲁木齐市近现代优秀建筑。在2008年的第三次全国文物普查中，调查队对青山亭进行了调查和建档。2015年9月，青山亭被列为第六批乌鲁木齐市文物保护单位。2023年7月，经过提升改造后的青山苑对外开放。

## 建筑
青山亭位于中华人民共和国新疆维吾尔自治区乌鲁木齐市天山区新华北路，位于西大桥东桥头处的青峰山顶。青山亭与红山公园隔桥相对，与乌鲁木齐市人民公园隔河滩路相望。青山亭是一座钢筋混凝土结构的仿古八角亭。建筑面积65平方米，八边各边长3米有余，东北及西南侧有供游人进入的台阶。青山亭采用了中国传统建筑的形式，顶铺琉璃瓦，飞檐翘角。而八根柱身采用了金红搭配的维吾尔建筑风格柱裙。青山亭由新疆建筑设计研究院高级建筑师张胜仪设计，青山亭的建筑工艺借鉴自北京北海公园。青山亭面临着风蚀、水蚀、日晒等风险，游人活动也会对青山亭产生影响。

## 图片
| - 青山亭 - 青山亭的柱子具有维吾尔建筑风格 - 青山亭的顶部 - 青山亭是乌鲁木齐市文物保护单位 |